# Кажвана
Кажвана (рум. Cajvana) — город в Румынии жудеца Сучава .

## География
Город Кажвана находится на северо-востоке Румынии в районе Восточных Карпат, в регионе Южная Буковина
на расстоянии 362 км на север от столицы государства — Бухареста, 136 км северо-западнее г. Яссы и 22 км западнее от административного центра жудеца — г. Сучава.
Население — 6 901 человек (2011). Административно городу также подчинено село Кодру (население 135 человек, 2002 год). По данным переписи 2002 года в городе проживали — 7231 румын и 31 цыган.

## История
Впервые упоминается в 1575 году как собственность молдавской боярской семьи, в 1615—1785 принадлежал Солковскому монастырю. С 1775 вошёл в состав Австрийской империи. В летописи за 1797 указано, что несколько женщин Кажвана были обвинены в продолжительной засухе, и осуждены как ведьмы. После окончания Первой мировой войны Кажвана вошёл в состав Румынии. Статус города получил в 2004 году.
Основные отрасли: сельское хозяйство, торговля, ремесла и мелкая промышленность.